# Tobiason pronotalis
Tobiason pronotalis är en stekelart som först beskrevs av Sergey A. Belokobylskij och Ku 1998.  Tobiason pronotalis ingår i släktet Tobiason och familjen bracksteklar. Inga underarter finns listade i Catalogue of Life.